# Votergate (film)
Pour l’article homonyme, voir Votergate.
Pour plus de détails, voir Fiche technique et Distribution.
Votergate est un film documentaire sur les machines de vote électronique utilisées lors des élections présidentielles aux États-Unis.